# Dunavska (Novi Sad)
Pour les articles homonymes, voir Dunavska.
La rue Dunavska (en serbe cyrillique : Дунавска), la « rue du Danube », est située à Novi Sad, la capitale de la province autonome de Voïvodine, en Serbie, dans le quartier central de Stari grad (la « vieille ville »).
Celle rue est l'une des plus anciennes de la ville.

## Historique

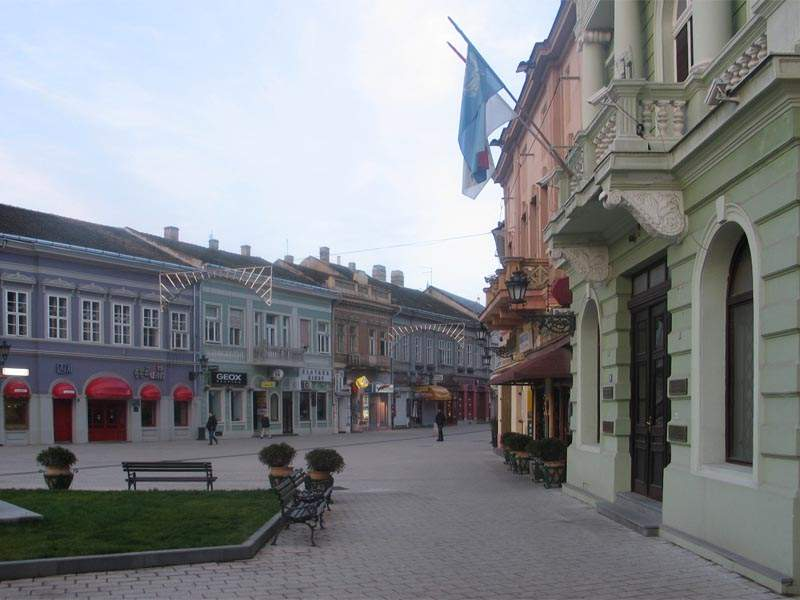
Autre vue d'ensemble de la rue

## Monuments culturels protégés
Plusieurs maisons sont inscrites sur la liste des monuments culturels protégés de la république de Serbie : il s'agit des n° 6 (n° d'identifiant SK 1525), 7 (SK 1514), 18 (SK 1519) et 20 (SK 1515).

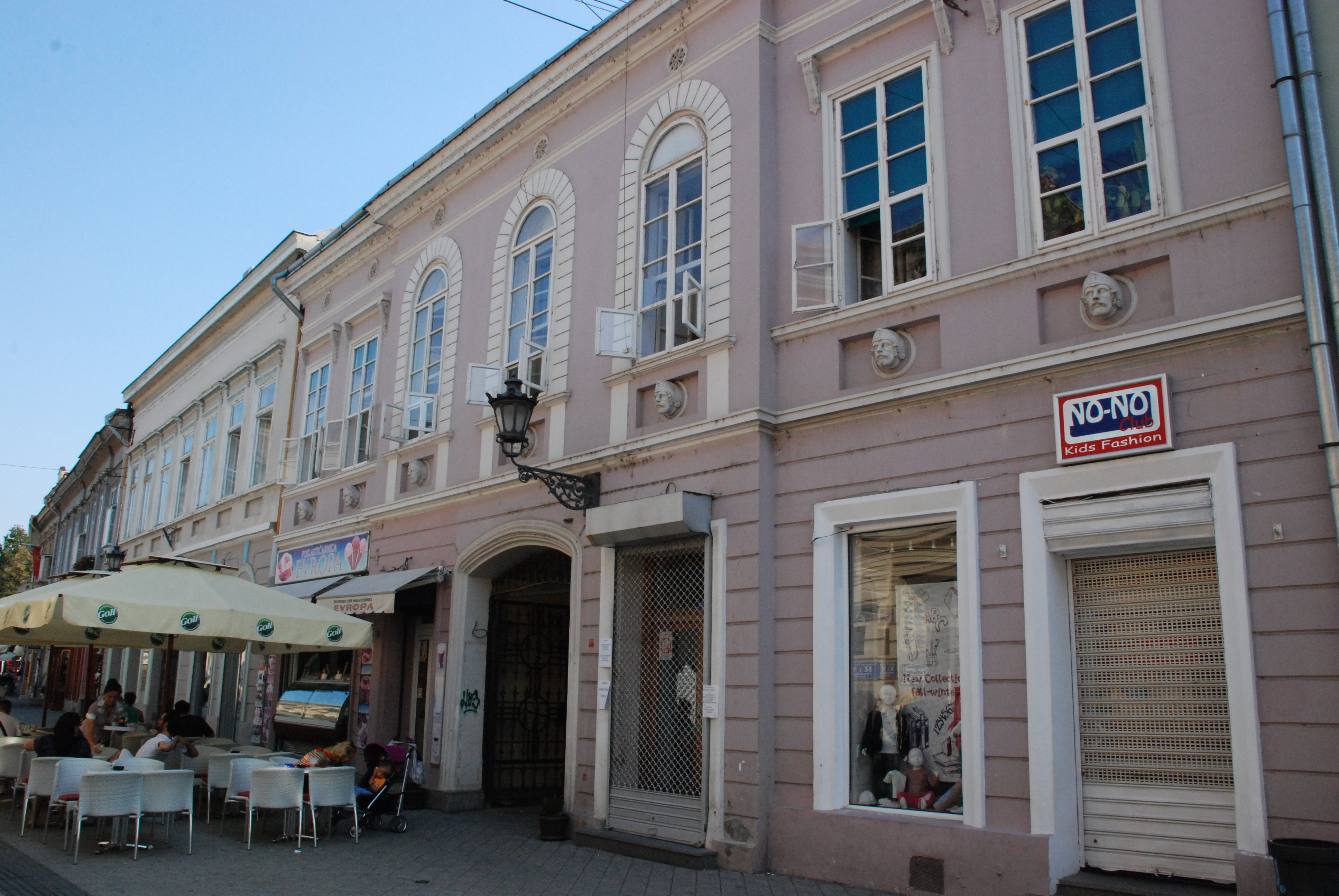
Maison au n° 6
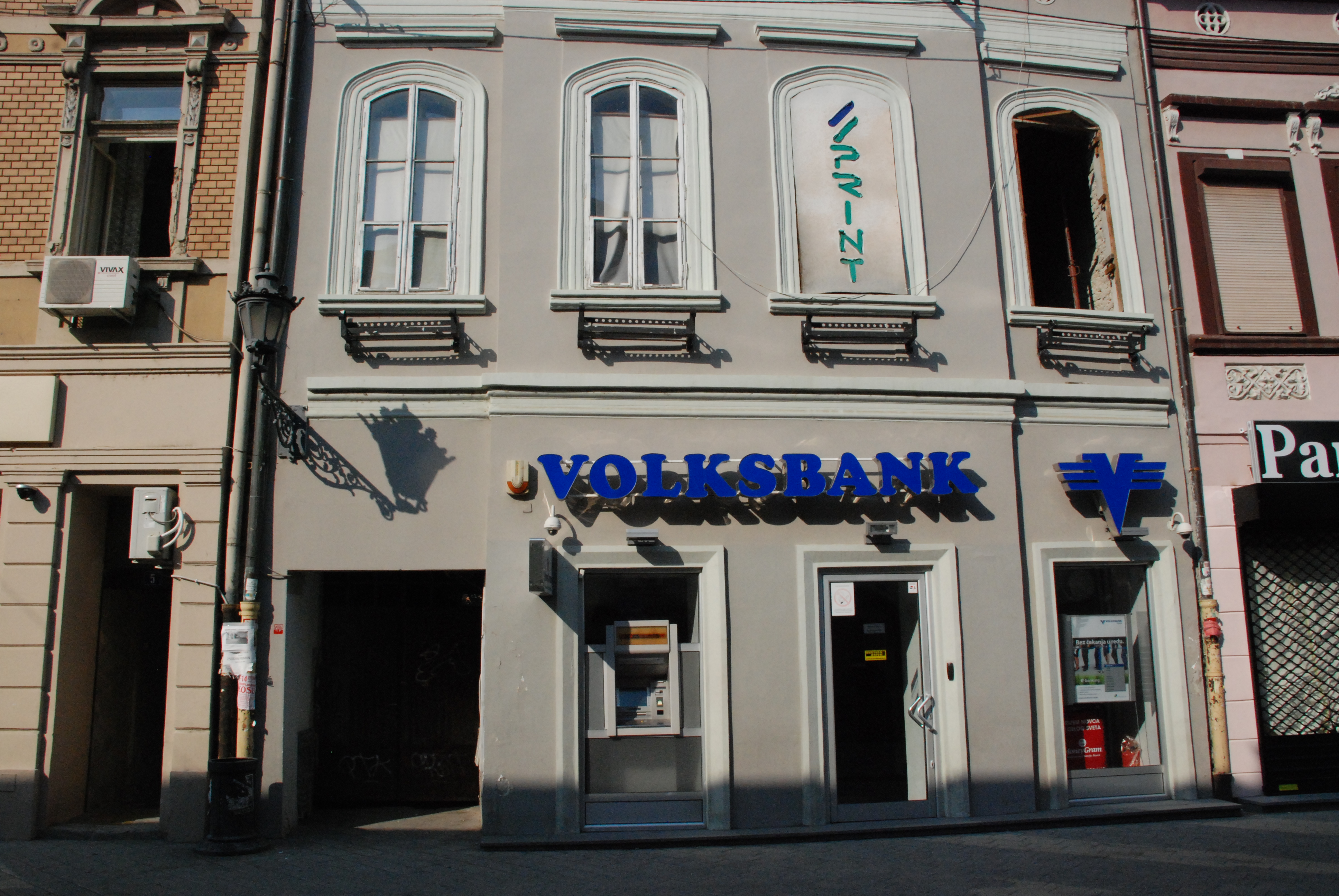
Maison au n° 7
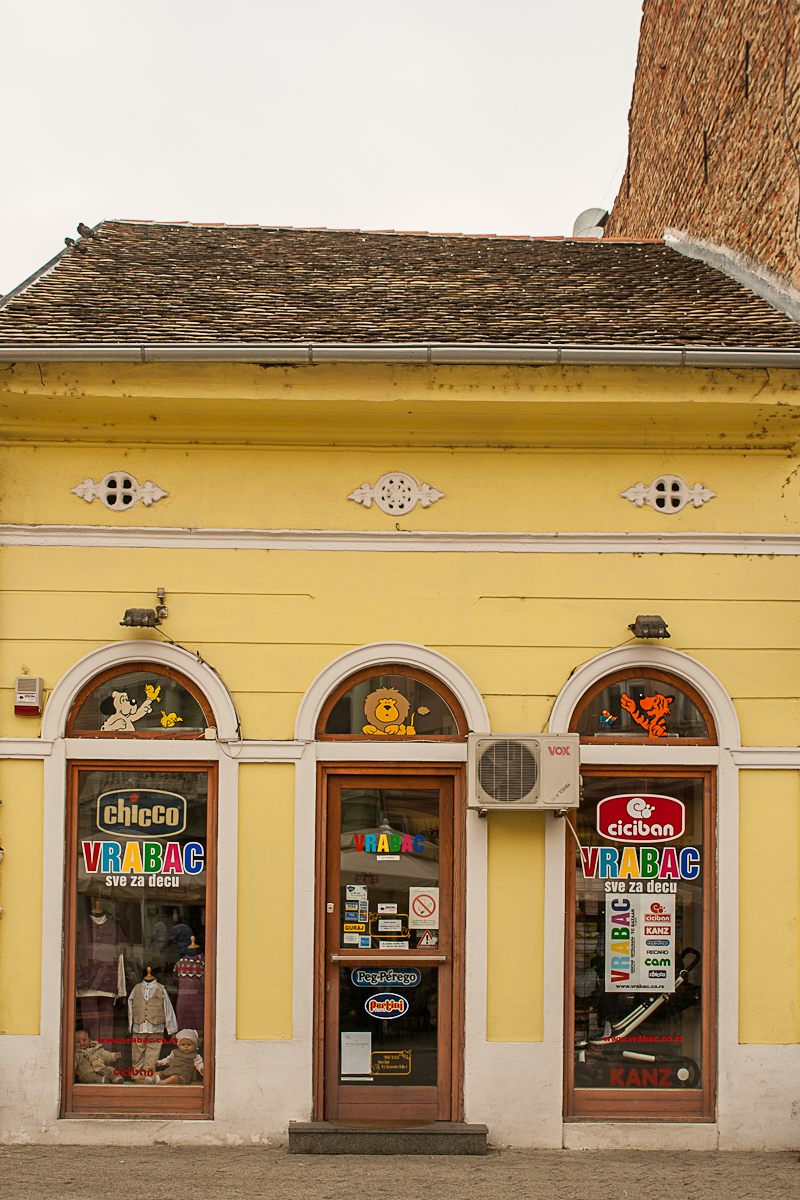
Maison au n° 18
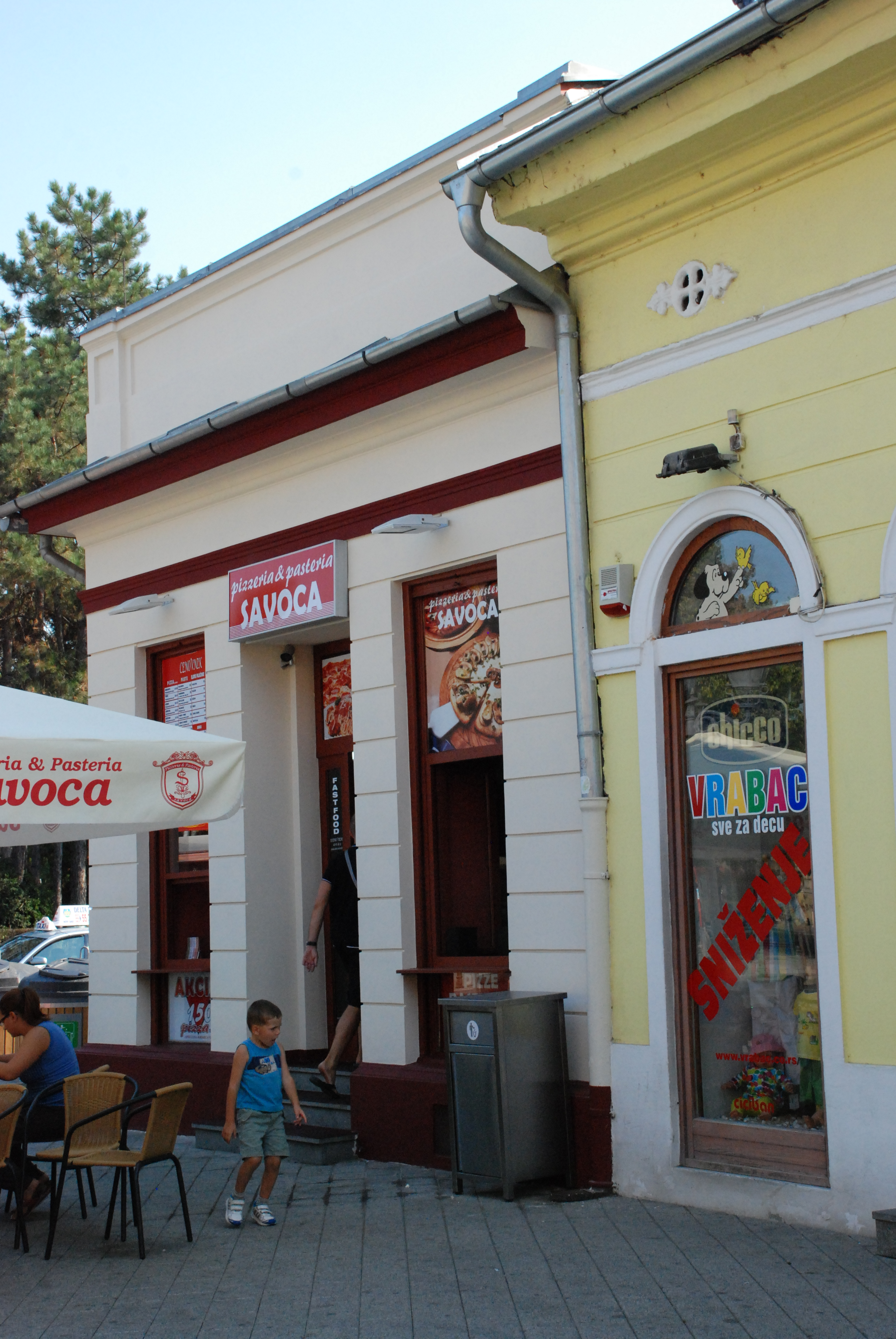
Maison au n° 20

Au n° 1 de la rue, le bâtiment de la bibliothèque municipale (SK 1520) et, au n° 35, le complexe du musée et des archives de Voïvodine (SK 2015) sont également protégés.

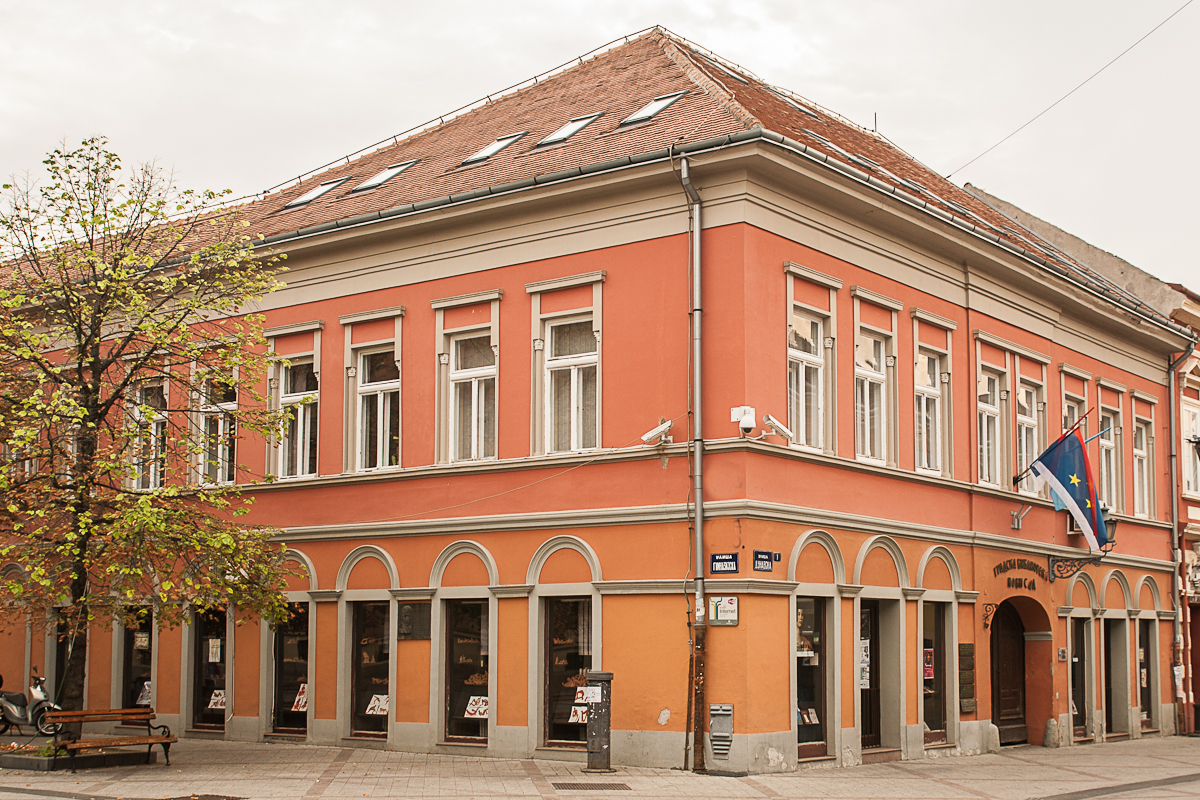
Le bâtiment de la bibliothèque municipale
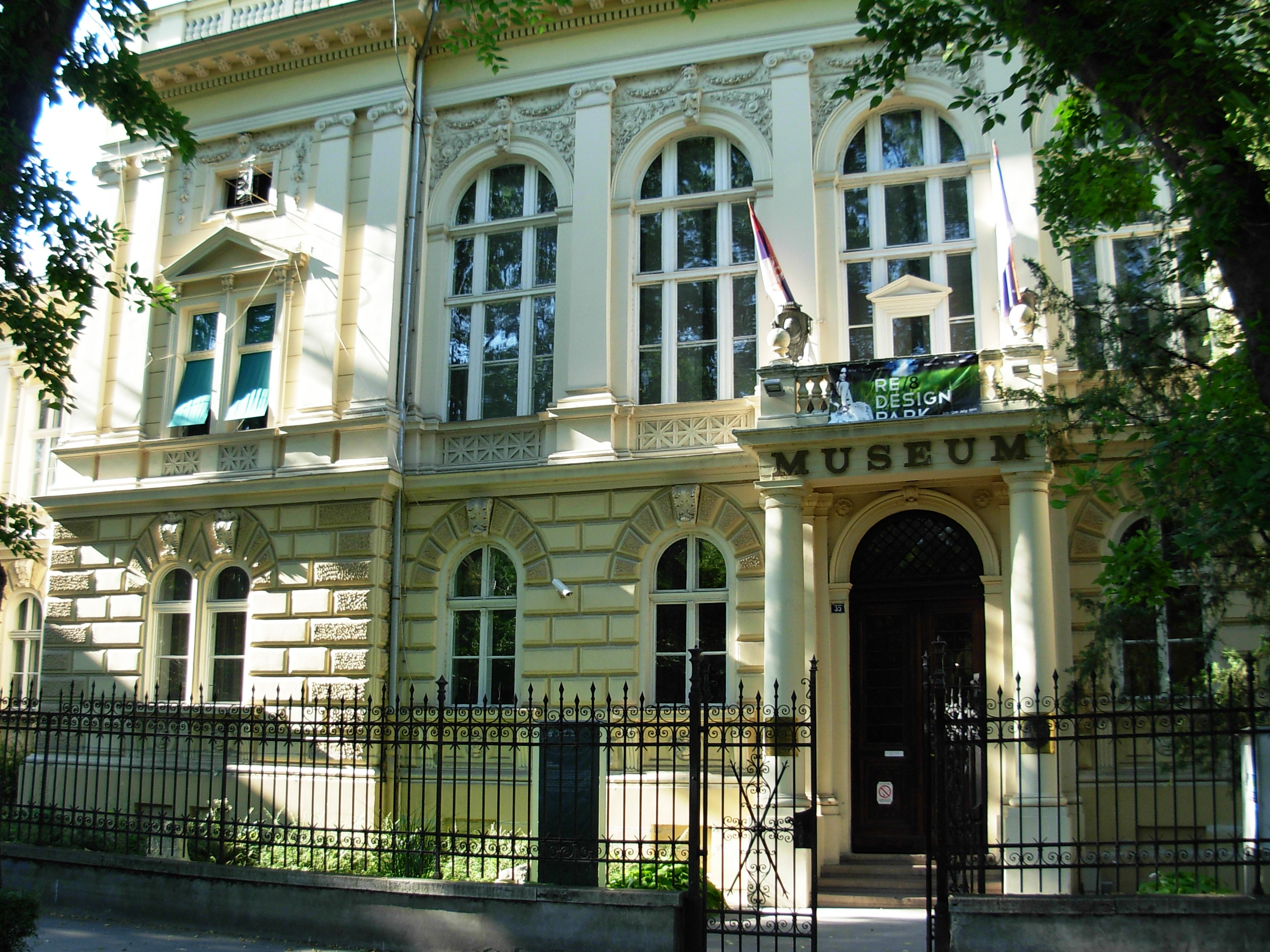
Le complexe du musée et des archives de Voïvodine

## Institutions culturelles
Au n° 1 se trouve la bibliothèque municipale de Novi Sad. Le n° 29 abrite la « Collection d'art étranger » (en serbe : Zbirka strane umetnosti) du musée de la ville de Novi Sad, située dans un bâtiment de style Sécession construit en 1905. Au n° 35 se trouvent le musée de Voïvodine et les archives de Voïvodine,. Au n° 37 se trouvent à la fois l'exposition permanente consacrée à la Voïvodine au XXe siècle, qui dépend du musée de Voïvodine, et le musée d'Art contemporain de Voïvodine.